# Penzing (Vienne)

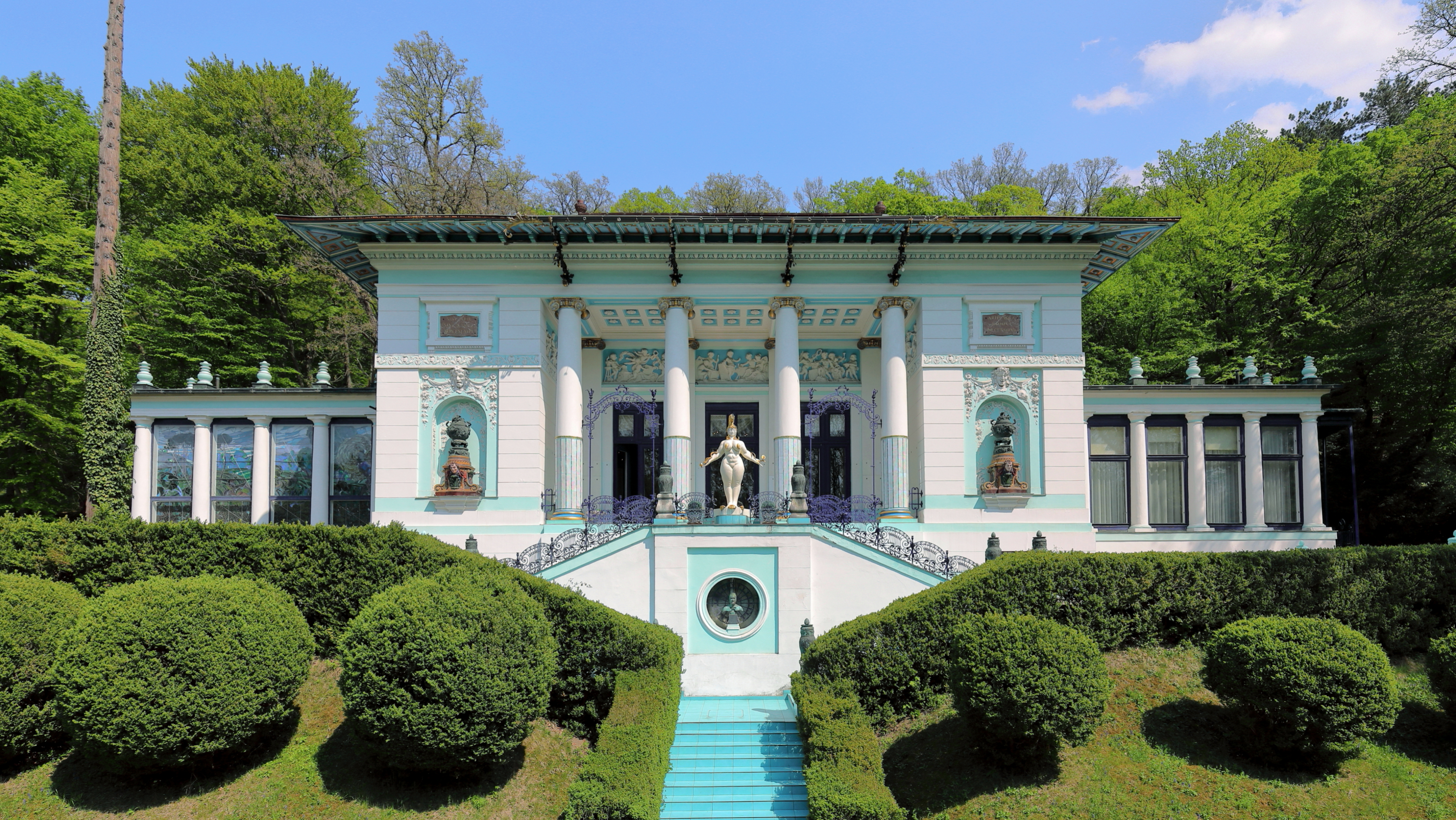
Villa Wagner I.

Penzing est le quatorzième arrondissement de Vienne. Il culmine au Galitzinberg.

## Attractions touristiques
- Villa Wagner I d'Otto Wagner (ou Maison Fuchs) : Maison et atelier du peintre Ernst Fuchs ;
- Villa Wagner II, également d'Otto Wagner ;
- Hôpital Otto-Wagner : bâtiment hospitalier construit entre 1904 et 1907 en tant que « Niederösterreichische Landes-Heil- und Pflegeanstalt für Nerven- und Geisteskranke Am Steinhof » (institution de soins et de soins de la Basse-Autriche). Patients nerveux et mentaux Am Steinhof). Le célèbre architecte Jugendstil Otto Wagner a participé à la planification. Le complexe comprend la Kirche am Steinhof, le Jugendstiltheater et un site commémoratif pour les crimes nazis en médecine ;
- Villa Vojcsik, bâtiment Sécession de 1902 ;
- Fuhrmannhaus : le plus ancien bâtiment de l'ouest de Vienne avec une salle de fresque baroque ;
- Musée des Techniques de Vienne ;
- Palais Cumberland, siège de l'Ambassade de la République tchèque ;
- Allianz Stadion : stade du Rapid Vienne ;
- Musée de la brique : musée avec une importante collection de briques locales et leur histoire.